# Куйбишев (Новосибирска област)
Вижте пояснителната страница за други значения на Куйбишев.
Куйбишев (на руски: Куйбышев) е град в Русия, административен център на Куйбишевски район, Новосибирска област. Населението на града към 1 януари 2018 година е 44 170 души.

## История
Селището е основано през 1722 година, през 1782 година получава статут на град.